# Little Secrets
«Little Secrets» —en español: «Pequeños secretos»— es una canción escrito por Michael Angelakos, es el tercer sencillo del grupo wonky pop Passion Pit, que se ejecutará desde su álbum debut Manners. La canción cuenta con voces de fondo de la PS22 Chorus.
Washington Nationals el lanzador Dan Haren ha utilizado la canción como su música run-out.

## Video musical
Dos videos se han hecho para la canción. La primera dirigido por Francesco Meneghini fue lanzado en noviembre de 2009 y cuenta con una nueva versión abstracta de la nueva versión de Startrek 2001: A Space Odyssey. Un segundo video, dirigido por Timothy Saccenti, se estrenó en febrero de 2010. Este segundo video muestra a la banda tocando en una exuberante multitud de personas que llevan bolsas de papel pintado de caras. A medida que la banda lleva a cabo en las bolsas de papel se desintegran en confeti.

## Posicionamiento en listas
| Listas (2010)                    | Mejor posición |
| -------------------------------- | -------------- |
| US Alternative Songs (Billboard) | 39             |